# Orne-floden
Orne er en flod i Normandiet i det nordvestlige Frankrig. Den har udløb i Den engelske kanal ved havnebyen Ouistreham. Dens udspring ligger i Aunou-sur-Orne, øst for Sées. Odon-floden er en af dens bifloder.
Orne-floden udgjorde den højre flanke ved de Vestallieredes landgang i Normandiet den 6. juni 1944 under 2. Verdenskrig.
Orne gennemstrømmer følgende departmenter og byer:
- Orne (opkaldt efter floden): Sées, Argentan
- Calvados: Thury-Harcourt, Caen, Ouistreham

## Hydrologi og vandkvalitet
Vandet i Orne er normalt moderat grumset og brunt i farven. Ph-værdien i floden er blevet målt til 8,5 ved byen St. Andre sur Orne hvor vandet om sommeren når en temperatur på omkring 18 grader Celsius. Den elektriske ledeevne i Orne er målt til 30 mikroSiemens pr. centimeter.